# Планісфера Сальвіаті

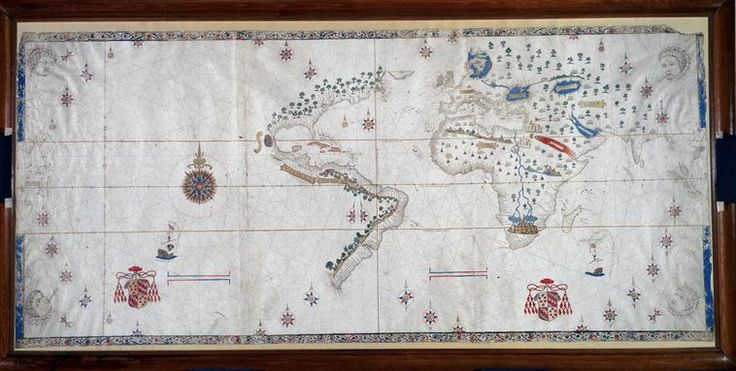
Планісфера Сальвіаті, Бібліотеці Медичі Лоуренціана, Флоренція, Італія

Планісфера Сальвіаті — карта світу, що зображує відомі Іспанській імперії географічні дані, станом на момент її створення прибл. у 1525 році. Карта включає зображення східного узбережжя Північної та Південної Америки та Магелланові протоки.

## Історія
Вважається, що Планісфера Сальвіаті є однією з небагатьох збережених копій іспанської офіційної секретної державної карти Падрон-Реал, що виготовлялась і зберігалась картографами Каси-де-Контратасьйон в Севільї і її автором є Нуно Гарсія де Торено, тогочасний глава Каси-де-Контратасьйон.
Планісфера отримала свою назву від кардинала Джованні Сальвіаті, папського нунція в Іспанії в 1525–30 рр., який особисто отримав її від імператора Священної Римської імперії Карла V, що на той час також був і королем Іспанії.
В даний час карта зберігається в Бібліотеці Медичі Лауренціана у Флоренції, Італія.

## Опис
Планісфера виготовлена і вручну розфарбована на пергаменті розміром 205х93 см.
Планісфера відома тим, що при її виготовленні автор користувався ренесансним уявленням про відкриті і ще незвідані землі. Замість того, щоб розміщувати в ще незвіданих областях уявний матеріал — міфічних чудовиськ або вигадані землі, як це було прийнято в часи середньовіччя — ці прогалини на карті просто залишені порожніми, нібито запрошуючи до їх подальшого дослідження.